# ولسوالی درایم
{{جعبه شهرستان  افغانستان
|نام‌رسمی=درایم
|تصویر=Afghanistan_Badakhshan_Fayzabad_district_location.PNG
|اندازه‌تصویر=
|برچسب‌تصویر=[[پرونده:Darayim_New.p
ng|بندانگشتی|راست|شهرستان درایم]]
|ولایت=بدخشان 
|مرکز شهرستان =شهر صفا
|نام‌های‌قدیمی= دره یم
|سال‌شهرستان شدن=۱۳۷۴ خورشیدی
|جمعیت=۶۵٬۰۰۰
|رشدجمعیت=
|تراکم‌جمعیت=
|زبان= فارسی 
|مذهب=سنی و اسماعیلیه
|مساحت=۶۷۰ کیلومتری مربع
|میانگین‌دما=در تابستان ۳۷
|میانگین‌بارش‌سالانه=
|شمارروزهای‌یخبندان=
|فرماندار =
|پیش‌شماره=+۹۳
|وبگاه=
|شهرها=شهر صفا که مرکز شهرستان درایم می باشد و شهر سعادت در قسمت پاین درایم قرار دارد
|بخش‌ها=سه بخش
|دهستان‌ها=بیشتر از ۹۰ دهکده
}}
شهرستان  درایم یکی از شهرستان های ولایت بدخشان افغانستان است؛ که به فاصله ۴۸ کیلومتری بطرف جنوب غرب شهر فیض آباد موقعیت دارد. این شهرستان  متصل است از شرق با شهرستان  ارگو، خاش و جرم، غرب شهرستان  تیشکان، شمال شمال شرق شهرستان ارگو و جنوب شهرستان  تیشکان و یمگان، ارگو یگانه شهرستان  فاصل میان فیض‌آباد و درایم است.
نفوس آن بیشتر از ۶۵۰۰۰ نفر، بیشتراز ۷۰ قریه بوده و مساحت آن ۶۷۰ کیلومترمربع تخمین گردیده است. که در سال ۱۳۷۴ از حوزه مرکزی فیض آباد جدا گردید. این شهرستان در امتداد یک درهٔ هموار و در میان رشته کوه‌های صخره ای و کوه‌بچه‌های صخره ای(انترزیف، پکماتیت، سلانس، گنایس، کوارسیت، برکچیا، کانگلومرات وغیره) - خاکی(گیل رس) واقع است. این ولسوال زمین نرم و بیشتر تپه‌ها و مناطق آن کشت للمی می‌شود. در بهار و تابستان منظرهٔ دلپذیری دارد. باغ‌های انبوه، دریایی نسبتاً خروشان و منطقهٔ سر سبز است. در این محیط مدارس دینی با داشتن علمای بسیار ورزیده و کلاسیک از رونق بسیار خوب در طول تاریخ برخوردار بوده‌است. قسمت‌های وسط درایم دارای زمین‌های آبی و حاصل خیز است. مردم آن به دامداری و دهقانی مشغول‌اند. رونق تمدن و دانش در اینجا نسبت به سایر نقاط بدخشان بسیار خوب است و اکثر مردم آن به متون کلاسیک دینی دسترسی دارند. در اکثر قریه‌های این شهرستان مکاتب دولتی عصری وجود دارد. دختران هم به مکتب می‌روند. مردمان دامدار آن در تابستان به قسمت‌هایی بالا و سردسیر می‌روند و آنجا را به نام ییلاق یاد می‌کنند، که مراد از آن عکس قشلاق و محله نشیمند دایمی است. مردم بالای درایم به زبان دری تاجیکی صحبت می‌کنند و مردم پایان درایم به زبان ازبکی تکلم میکنند
امتداد آن از جنوب شرق از دریای کوکچه آغاز گردیده‌است و نهایت آن به مرز شهرستان  جرم در رشته کوه‌های هندوکش می‌رسد.
آموزش پرورش 

مردم این شهرستان از ایام قدیم مردم علم دوست و با فرهنگ بوده و از زمان های سابق طلاب علم غرض فراگرفتن دانش عالی دینی از جای های مختلف به شهرستان سفر می کنند. 
کودکان این ساحه قبل از رفتن به مکاتب نزد ملا امامان می شتابند و هیچ حالتی بر آن ها فرق نمی کند. 
پس از فراگرفتن آموزش های ابتدایی مورد نیاز دینی و خواندن قرآن و چند کتاب دینی به نهاد های آموزشی رسمی فرستاده می شوند. 
درین شهرستان در مجموع بیست و نه باب مکتب دولتی از جمله شانزده باب لیسه، شش باب متوسطه و هشت باب ابتداییه  فعالیت می کنند.
همچنان درین شهرستان دو باب مدرسه، ویک باب دارالالحفاظ  به گونه رسمی مشغول تعلیم و تربیت دینی فرزندان مسلمان این دیار می باشد، 
همچنان بیست و شش  صنف محلی به گونه نرسری که از طرف مؤسسه محترم ناروی تمویل و تجهیز می گردند در   بیست و شش قریه این شهرستان فعالیت می کنند.
دو مرکزیت تحصیلات نیمه عالی نیز درین شهرستان فعالیت دارند که یکی مرکز حمایوی تربیه معلم مربوط ریاست تربیه معلم مرکز استان بدخشان و دیگری انستیتوت چند رشته ای می باشند. مرکز حمایوی تربیه معلم شاگردان مکاتب از قشر ذکور و اناث را پس از فراغت از صنوف دوازدهم جذب می کند و در رشته های مختلف  به مدت دو سال آموزش و پرورش  می نماید. 
در انستیتوت چند رشته ای نظر به مشکلاتی از قبیل نبود تعمیر تدریسی و خوابگاه سایر رشته های مربوطه اش حالا فعالیت ندارند؛ اما رشته زراعت در حال حاضر فعال بوده و شاگردان فارغ از صنوف نهم مکاتب عمومی از قشر ذکور و اناث را  به صنف دهم جذب می کند و پس از سه سال آموزش  ایشان را به نهاد های تحصیلات عالی و نیمه عالی معرفی می دارد. همچنان علاقه مندان فارغ از صنوف دوازدهم مکاتب عمومی و نیز فارغین خود انستیتوت از صنوف دوازدهم را مطابق میل شان به تحصیلات نیمه عالی در صنف سیزدهم و چهاردهم انستیتوت جذب می دارد. 

مکان های تاریخی
افراد مشهور

## روستاها
این ولسوالی دارای بیشتر از 90 قریهٔ بزرگ و کوچک می‌باشد. از پایان به بالا: قریه‌ها قرار ذیل اند:اناب، ظهرک، پنگانی، اعلانی، مدرسه، پنگانی بالا، قریه شخ، گلکی، ایشان آبادگلکی، شهر سعادت، قادرها، شیخ‌آباد، لنگر، قرلق نشر، قرلق مکتب،چپه،سرکوتل،امیر آباد چپه، حاجی پهلوان، قریهٔ فاضلان «قبلاً مهاجران»، کولابی، بلکی، ده بازار، سیدا، خندان شهر، گزکیل، نیم تله، کرگیان، غرچی، خاسپک، ده بالا، درهٔ باغ علیا، دره باغ سفلی، روی دشت، چشمهٔ قلندر،دهباسی،دره دهباسی، ده ملایان، کرسنگ، تگاب یامچیا ،مشاتیل، چهاریک پاین، چهاریک بالا، ده پایان، ده میانه، دره سیرک، دره چنار، دره ملا، ده بالا، ده شیخان، دره نو، شاله لولی، دهن دره بیدا، خرسندره، جوازک، کزر و وخیان)مغلطی ، خم میر هزار، ترگنی سفلی، ترگنی‌علیا، پتاوک، باغ صوفی، شخی گیلان، توت دره، دره محمود، نو آباد، دوآب، قوت علی و منجی‌ها.

شبکه‌های مخابراتی 

درین شهرستان در مجموع ۵شبکه‌ مخابراتی فعالیت دارد 
۱ شبکه اتصالات  دارای ۲ پایه آنتن
۲ شبکه سلام داری ۱ پایه آنتن 
۳ شبکه ام تی ان دارای ۱ پایه آنتن 
۴ شبکه روشن ۱ پایه آنتن 
۵ شبکه افغان بیسیم ا پایه آنتن 
ودرین میان شبکه اتصالات دارای اینترنت 3G و شبکه افغان بیسیم 4Gمی باشد

کمک های مواد غذایی 

اواخر ماه قوس ۱۳۸۷ خورشیدی صدها تُن مواد خوراکی از قبیل گندم و روغن که حسب معمول از طرف سازمان غذایی جهان برای متعلمین مکاتب در ولایت بدخشان به شمول ولسوالی درایم در نظر گرفته شده بود به ولسوالی درایم مواصلت نمود که امید فامیل‌های فقیر و بی بضاعت که فقط امید حیات شان در گرو توزیع این مواد بود بی صبرانه توزیع ان را آرزو می‌نمودند.
معادن
ازقبیل طلا، ابرک، تورمالین سیاه رنگ، رنگه، گارنیت سرخ، بریل، لعل پیازی، یخک…

### اقتصاد
از نظر اقتصادی حدود ۹۰٪ مردم این سرزمین به زراعت مشغول بوده که تولیدات عمده زراعتی شان را گندم، جو، جواری، کچالو وگاهی هم درقیسمت‌های آخراین ولسوالی کیشت برنج تشکیل می‌دهد. اما متأسفانه زمین‌های آبی آن تحت بستر دریای خروشان قرارداشته که همه ساله مقدار از این زمین‌های هموارتوسط سیلاب‌های موسومی به بستر دریا تبدیل می‌گردد.  دولت در ین زمینه هیچ اقدامی تاکنون نکرده‌است و حدود ۷۰ ٪ زمین‌های زراعتی آن به شکل للمی کشت می‌شود که در اثر خشکسالی‌های متواتر  صدمه جدی دیده‌است اما اگر دولت مرکزی توجه اساسی به خرج دهد امکان آن وجود دارد تا بخش اعظم از این زمین‌های للمی به زمین‌های آبی تبدیل گردد در صورت که باران‌های موسمی یاری کند حاصلات این سرزمین برای اهالی این دیار کافی بوده و بعضاً صادر هم می‌گردد. در سال ۱۳۸۷ هزارها تن مواد خوراکی به ولایات همجوار صادر گردید.

### مالداری
مالداری نیز از محصولات مهم این ولسوالی بوده که اکثر اشخاصی که زمین زراعتی کافی ندارند غرض تکمیل مایحتاج زندگی خود به نگهداری مواشی مثل بز، گوسفند، گاو، اسپ، خر و غیره می‌پردازند که نسبت عدم مراقبت از علف زارها و قطع جنگلات طبیعی همه به زمین‌های زراعتی تبدیل گردیده‌است. که ضربه بزرگی را به مالداران وارد نموده‌است، اما با وجود مشکلات زیاد باز هم مردم دل سرد نشده با نقل از روستاها به ییلاق‌ها که در قسمت‌های بالای این ولسوالی موقعیت دارد به مالداری مشغول هستند اما متأسفانه در سال ۱۳۸۷ در اثر عدم مراعات مقررات مالداری و نبود مرکز تداوی مواشی حدود ۸۰٪ مواشی از بین رفته که صدها میلیون افغانی به مردم این ولسوالی ضرر رسیده‌است.
اقلیم و آب هوا:
استان بدخشان در مجموع کوهستانی بوده و در جلگه های این کوه ها جنگلات خورد و بزرگ قرار دارند. هر چند که این سلسله کوه ها باعث سختی کار این مردم شده و راه های مواصلاتی را صعب العبور کرده اند؛ اما از سوی دیگر جنگلات این کوه ها باعث زیبایی منطقه و اعتدال آب و هوای آن جای شده است. جنگلات در اعتدال آب و هوا نقش اساسی دارند، درختان از طرف شب آکسیجن را جذب و از طرف روز آن را پس می دهند، به همین ترتیب جنگلات باعث تصفیه هوا و جذب گرد و غبار می شوند و بدخشان دارای نعمت جنگل در هر نقطه خود است، همچنان نسبت کثرت منابع آبی خداداد در هر یکی از نقاط بدخشان مردم برای رفع احتیاج خود دست به احداث باغ های خورد و بزرگ زده اند که این باغ ها نیز در اعتدال اقلیم بدخشان رول خوبی بازی کرده اند.
درایم نیز که یکی از شهرستان های بدخشان است ازین نعمت الهی بر خوردار بوده و دارای آب و هوای خوب است.
آب و هوای همه بدخشان تقریبا در بهار معتدل و در فصل زمستان به نسبت ریزش برف های زیاد سرد است و درایم نیز تبعا همانند اکثریت نقاط این استان این خواص را دارد. شهرستان درایم معمولا در بهار معتدل و در زمستان  به نسبت ریزش برف های زیاد سرد است، این برف های زمستانی بعدا یکی از منابع مهم آبی در فصل های بهار و تابستان را تشکیل می دهد.
در سالی که برف اندکی باریده باشد دریاچه ها کم آب بوده و نتنها مردم بدخشان؛ بلکه مردم استان های تخار و قندوز دوچار مشکل کم آبی می شوند و کشت و زراعت شان متضرر می شود. بنا برین اگر این برف های زمستانی از یک سو باعث سردی هوا در زمستان می شود، از سوی دیگر باعث معتدل نگاه داشتن آن در فصل بهار شده و همچنان منابع آبی را تقویت می بخشند.
افراد مشهور